# The Cribs
The Cribs is een drie-koppige rockband uit Wakefield, Engeland. De band bestaat uit de tweeling Gary en Ryan Jarman en hun jongere broer Ross Jarman. In 2008 voegde zich daarbij ex-The Smiths gitarist Johnny Marr, hij bleef tot 2011 deel uitmaken van de band. Ondanks de teruggang naar drie bandleden maakt de band momenteel gebruik van de diensten van David Jones van Nine Black Alps tijdens live-optredens. In 2008 werd de groep door Q Magazine omschreven als "De grootste cult-band in het Verenigd Koninkrijk.

## Discografie
- The Cribs (2004)
- The New Fellas (2005)
- Men's Needs, Women's Needs, Whatever (2007
- Ignore the Ignorant (2009)
- In The Belly Of The Brazen Bull (2012)